# Carlos Trucco
Carlos Leonel Trucco (Córdoba, 11 augustus 1957) is een voormalig Boliviaans voetballer, die speelde als doelman. Hij beëindigde zijn actieve loopbaan in 1997 bij de Mexicaanse club Cruz Azul en stapte daarna het trainersvak in. Trucco was onder meer bondscoach van Bolivia (2001–2002).

## Interlandcarrière
Trucco speelde in totaal 51 interlands voor Bolivia in de periode 1989-1997. Onder leiding van bondscoach Jorge Habegger maakte hij zijn debuut op 10 september 1989 in de WK-kwalificatiewedstrijd tegen Peru in Lima, die met 2-1 gewonnen werd door treffers van Luis Ramallo en Erwin Sánchez.
Trucco nam met zijn vaderland onder meer deel aan het WK voetbal 1994 in de Verenigde Staten, waar de ploeg niet verder kwam dan de eerste ronde. Daar speelde hij mee in alle drie de groepduels van de selectie die onder leiding stond van de Bask Xabier Azkargorta. Trucco maakte deel uit van de selectie die in 1997 als tweede eindigde bij de strijd om de Copa América in eigen land. Een van zijn voornaamste concurrenten was Marco Antonio Barrero.
| Interlands van Carlos Trucco voor Bolivia | Interlands van Carlos Trucco voor Bolivia | Interlands van Carlos Trucco voor Bolivia | Interlands van Carlos Trucco voor Bolivia | Interlands van Carlos Trucco voor Bolivia | Interlands van Carlos Trucco voor Bolivia |
| №                                         | Datum                                     | Wedstrijd                                 | Uitslag                                   | Competitie                                | Goals                                     |
| Als speler van Oriente Petrolero          | Als speler van Oriente Petrolero          | Als speler van Oriente Petrolero          | Als speler van Oriente Petrolero          | Als speler van Oriente Petrolero          | Als speler van Oriente Petrolero          |
| ----------------------------------------- | ----------------------------------------- | ----------------------------------------- | ----------------------------------------- | ----------------------------------------- | ----------------------------------------- |
| 1                                         | 10 september 1989                         | Peru – Bolivia                            | 1 – 2                                     | WK-kwalificatie                           |                                           |
| 2                                         | 17 september 1989                         | Uruguay – Bolivia                         | 2 – 0                                     | WK-kwalificatie                           |                                           |
| Als speler van Club Bolívar               |                                           |                                           |                                           |                                           |                                           |
| 3                                         | 29 januari 1993                           | Bolivia – Honduras                        | 3 – 1                                     | Oefeninterland                            |                                           |
| 4                                         | 23 mei 1993                               | Verenigde Staten – Bolivia                | 0 – 0                                     | Oefeninterland                            |                                           |
| 5                                         | 27 mei 1993                               | Bolivia – Paraguay                        | 2 – 1                                     | Copa Paz del Chaco                        |                                           |
| 6                                         | 6 juni 1993                               | Peru – Bolivia                            | 1 – 0                                     | Oefeninterland                            |                                           |
| 7                                         | 25 juli 1993                              | Bolivia – Brazilië                        | 2 – 0                                     | WK-kwalificatie                           |                                           |
| 8                                         | 8 augustus 1993                           | Bolivia – Uruguay                         | 3 – 1                                     | WK-kwalificatie                           |                                           |
| 9                                         | 15 augustus 1993                          | Bolivia – Ecuador                         | 1 – 0                                     | WK-kwalificatie                           |                                           |
| 10                                        | 22 augustus 1993                          | Bolivia – Venezuela                       | 7 – 0                                     | WK-kwalificatie                           |                                           |
| 11                                        | 29 augustus 1993                          | Brazilië – Bolivia                        | 6 – 0                                     | WK-kwalificatie                           |                                           |
| 12                                        | 12 september 1993                         | Uruguay – Bolivia                         | 2 – 1                                     | WK-kwalificatie                           |                                           |
| 13                                        | 19 september 1993                         | Ecuador – Bolivia                         | 1 – 1                                     | WK-kwalificatie                           |                                           |
| 14                                        | 18 februari 1994                          | Verenigde Staten – Bolivia                | 1 – 1                                     | Joe Robbie Cup                            |                                           |
| 15                                        | 20 februari 1994                          | Colombia – Bolivia                        | 2 – 0                                     | Joe Robbie Cup                            |                                           |
| 16                                        | 26 maart 1994                             | Verenigde Staten – Bolivia                | 2 – 2                                     | Oefeninterland                            |                                           |
| 17                                        | 7 april 1994                              | Colombia – Bolivia                        | 0 – 1                                     | Oefeninterland                            |                                           |
| 18                                        | 20 april 1994                             | Roemenië – Bolivia                        | 3 – 0                                     | Oefeninterland                            |                                           |
| 19                                        | 24 mei 1994                               | Ierland – Bolivia                         | 1 – 0                                     | Oefeninterland                            |                                           |
| 20                                        | 8 juni 1994                               | Bolivia – Peru                            | 0 – 0                                     | Oefeninterland                            |                                           |
| 21                                        | 11 juni 1994                              | Bolivia – Zwitserland                     | 0 – 0                                     | Oefeninterland                            |                                           |
| 22                                        | 17 juni 1994                              | Duitsland – Bolivia                       | 1 – 0                                     | WK-eindronde                              |                                           |
| 23                                        | 23 juni 1994                              | Zuid-Korea – Bolivia                      | 0 – 0                                     | WK-eindronde                              |                                           |
| 24                                        | 27 juni 1994                              | Bolivia – Spanje                          | 1 – 3                                     | WK-eindronde                              |                                           |
| 25                                        | 1 juli 1995                               | Peru – Bolivia                            | 4 – 1                                     | Oefeninterland                            |                                           |
| 26                                        | 8 juli 1995                               | Argentinië – Bolivia                      | 2 – 1                                     | Copa América                              |                                           |
| 27                                        | 11 juli 1995                              | Verenigde Staten – Bolivia                | 0 – 1                                     | Copa América                              |                                           |
| 28                                        | 14 juli 1995                              | Chili – Bolivia                           | 2 – 2                                     | Copa América                              |                                           |
| 29                                        | 16 juli 1995                              | Uruguay – Bolivia                         | 2 – 1                                     | Copa América                              |                                           |
| 30                                        | 25 oktober 1995                           | Bolivia – Ecuador                         | 2 – 2                                     | Oefeninterland                            |                                           |
| 31                                        | 7 juli 1996                               | Bolivia – Venezuela                       | 6 – 1                                     | WK-kwalificatie                           |                                           |
| Als speler van Cruz Azul                  |                                           |                                           |                                           |                                           |                                           |
| 32                                        | 1 september 1996                          | Bolivia – Peru                            | 0 – 0                                     | WK-kwalificatie                           |                                           |
| 33                                        | 8 oktober 1996                            | Uruguay – Bolivia                         | 1 – 0                                     | WK-kwalificatie                           |                                           |
| 34                                        | 10 november 1996                          | Bolivia – Colombia                        | 2 – 2                                     | WK-kwalificatie                           |                                           |
| 35                                        | 15 december 1996                          | Bolivia – Paraguay                        | 0 – 0                                     | WK-kwalificatie                           |                                           |
| 36                                        | 12 januari 1997                           | Bolivia – Ecuador                         | 2 – 0                                     | WK-kwalificatie                           |                                           |
| 37                                        | 12 februari 1997                          | Bolivia – Chili                           | 1 – 1                                     | WK-kwalificatie                           |                                           |
| 38                                        | 2 april 1997                              | Bolivia – Argentinië                      | 2 – 1                                     | WK-kwalificatie                           |                                           |
| 39                                        | 8 juni 1997                               | Venezuela – Bolivia                       | 1 – 1                                     | WK-kwalificatie                           |                                           |
| 40                                        | 12 juni 1997                              | Bolivia – Venezuela                       | 1 – 1                                     | Copa América                              |                                           |
| 41                                        | 15 juni 1997                              | Bolivia – Peru                            | 2 – 0                                     | Copa América                              |                                           |
| 42                                        | 18 juni 1997                              | Bolivia – Uruguay                         | 1 – 0                                     | Copa América                              |                                           |
| 43                                        | 21 juni 1997                              | Bolivia – Colombia                        | 2 – 1                                     | Copa América                              |                                           |
| 44                                        | 25 juni 1997                              | Bolivia – Mexico                          | 3 – 1                                     | Copa América                              |                                           |
| 45                                        | 29 juni 1997                              | Bolivia – Brazilië                        | 1 – 3                                     | Copa América                              |                                           |
| 46                                        | 6 juli 1997                               | Peru – Bolivia                            | 2 – 1                                     | WK-kwalificatie                           |                                           |
| 47                                        | 20 juli 1997                              | Bolivia – Uruguay                         | 1 – 0                                     | WK-kwalificatie                           |                                           |
| 48                                        | 20 augustus 1997                          | Colombia – Bolivia                        | 3 – 0                                     | WK-kwalificatie                           |                                           |
| 49                                        | 10 september 1997                         | Paraguay – Bolivia                        | 2 – 1                                     | WK-kwalificatie                           |                                           |
| 50                                        | 12 oktober 1997                           | Ecuador – Bolivia                         | 1 – 0                                     | WK-kwalificatie                           |                                           |
| 51                                        | 16 november 1997                          | Chili – Bolivia                           | 3 – 0                                     | WK-kwalificatie                           |                                           |

## Trainerscarrière
Als opvolger van de Argentijn Jorge Habegger had Trucco de nationale ploeg van Bolivia in totaal zes duels onder zijn hoede. Hij werd in de zomer van 2002 opgevolgd door oud-international Vladimir Soría. De oud-doelman begon met een 3-1 overwinning op grootmacht Brazilië, maar wist vervolgens geen wedstrijd meer te winnen met La Verde.
| Interlands Bolivia onder leiding van Carlos Trucco | Interlands Bolivia onder leiding van Carlos Trucco | Interlands Bolivia onder leiding van Carlos Trucco | Interlands Bolivia onder leiding van Carlos Trucco | Interlands Bolivia onder leiding van Carlos Trucco | Interlands Bolivia onder leiding van Carlos Trucco |
| №                                                  | Datum                                              | Wedstrijd                                          | Uitslag                                            | Competitie                                         |                                                    |
| -------------------------------------------------- | -------------------------------------------------- | -------------------------------------------------- | -------------------------------------------------- | -------------------------------------------------- | -------------------------------------------------- |
| 1                                                  | 7 november 2001                                    | Bolivia – Brazilië                                 | 3 – 1                                              | WK-kwalificatie                                    |                                                    |
| 2                                                  | 14 november 2001                                   | Peru – Bolivia                                     | 1 – 1                                              | WK-kwalificatie                                    |                                                    |
| 3                                                  | 31 januari 2002                                    | Brazilië – Bolivia                                 | 6 – 0                                              | Oefeninterland                                     |                                                    |
| 4                                                  | 13 februari 2002                                   | Paraguay – Bolivia                                 | 2 – 2                                              | Oefeninterland                                     |                                                    |
| 5                                                  | 27 maart 2002                                      | Senegal – Bolivia                                  | 2 – 1                                              | Oefeninterland                                     |                                                    |
| 6                                                  | 16 mei 2002                                        | Mexico – Bolivia                                   | 1 – 0                                              | Oefeninterland                                     |                                                    |